# Dans le jardin potager
Dans le jardin potager est un tableau réalisé par le peintre français Camille Pissarro en 1878. Cette peinture à l'huile sur toile représente une femme dans un jardin potager. Elle est aujourd'hui conservée à la Galerie d'Art moderne, à Florence.